# Paulo Tocha
Paulo Tocha, född 12 december 1955 i Sydafrika av portugisiska föräldrar, är en kampsportare och skådespelare. 

## Filmografi (i urval)
- 1988 – Bloodsport
- 1990 – Rovdjuret 2
- 1990 – Death Warrant
- 1991 – Stone Cold
- 1992 – Döden klär henne
- 1993 – Blood in blood out
- 1995 – Strange Days
- 1998 – Tarzan and the lost city
- 2003 – In Hell